# Ewdilos
Ewdilos (gr. Εύδηλος) – miejscowość w Grecji, na wyspie Ikaria, około 40 km od głównej miejscowości Ikarii Ajos Kirikos, w administracji zdecentralizowanej Wyspy Egejskie, w regionie Wyspy Egejskie Północne, w jednostce regionalnej Ikaria, w gminie Ikaria. W 2011 roku liczyła 501 mieszkańców.
Miejscowość została zbudowana około 1830 roku, po tym jak ostatecznie powstrzymano pirackie ataki na osady, które ze względu na bezpieczeństwo zlikwidowano. Obecnie jest drugą co do wielkości miejscowością na Ikarii. Jej powierzchnia wynosi 78,79 km².
Ewdilos jest najstarszym miejscem osadnictwa na całej Ikarii. Posiada tradycyjny port oraz klasyczne wyspiarski domy. W pobliżu rozciąga się plaża piaszczysta, która zapewnia mieszkańcom oraz turystom dodatkową atrakcję.